# Contra Celso

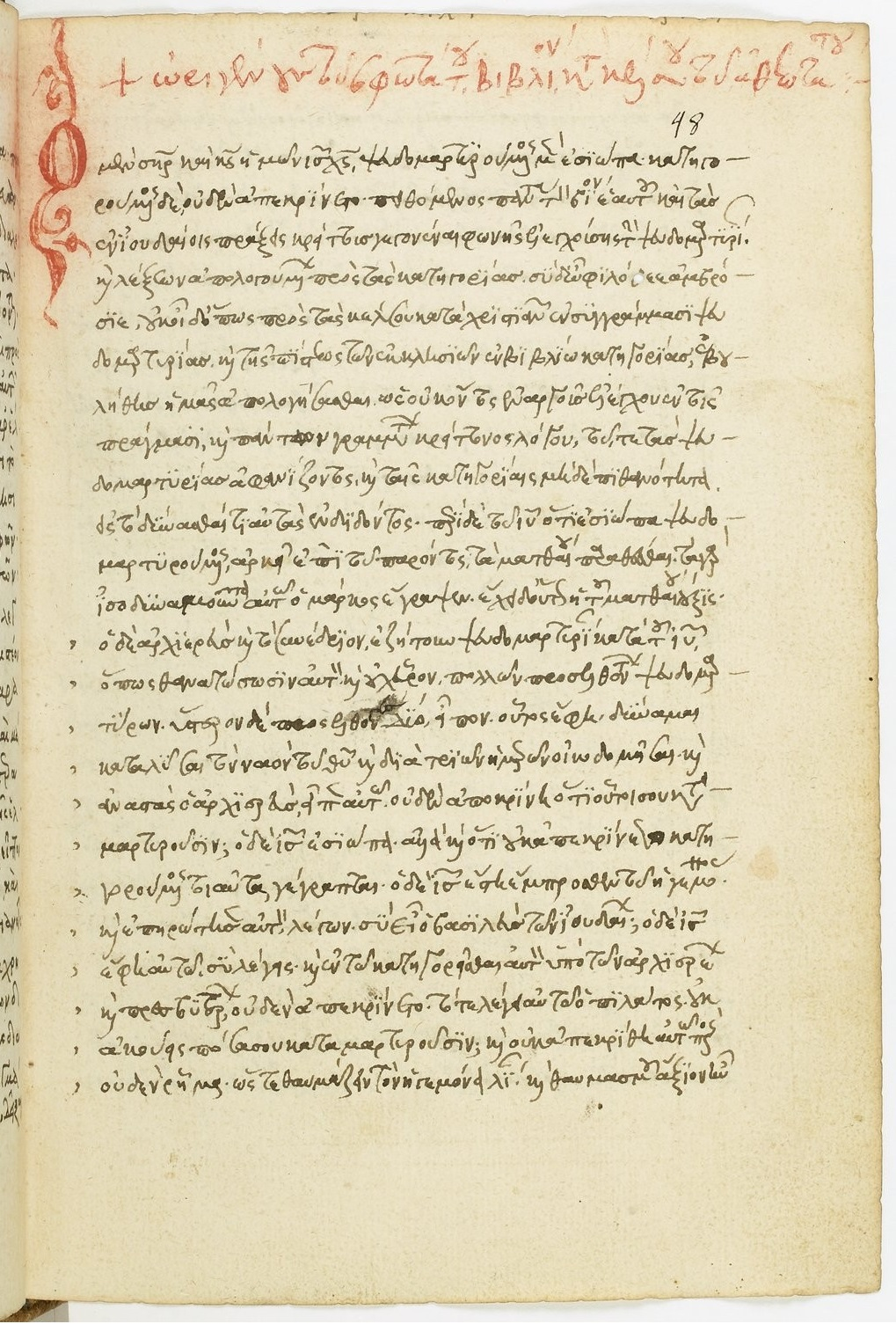
Texto griego del tratado apologético de Orígenes Contra Celsum, que se considera la obra más importante de la apologética cristiana primitiva.

Contra Celso (en griego: Κατὰ Κέλσου, Kata Kelsou; en latín: Contra Celsum) es una importante obra apologética del padre de la Iglesia Orígenes de Alejandría, escrita alrededor del año 248 d. C. y conservada en su totalidad en griego, opuesta a los escritos de Celso, filósofo pagano y controversialista que había escrito un ataque mordaz contra el cristianismo en su tratado La Palabra Verdadera. Entre una variedad de otros cargos, Celso había denunciado muchas doctrinas cristianas como irracionales y criticaba a los cristianos mismos como ignorantes, engañados, antipatrióticos, de mente cerrada hacia la razón, y también aceptadores de pecadores. Acusó a Jesús de realizar sus milagros usando magia negra en lugar de poderes divinos reales y de plagiar sus enseñanzas de Platón. Celso advirtió que el cristianismo mismo estaba alejando a las personas de la religión tradicional y afirmó que su crecimiento conduciría a un colapso de los valores tradicionales y conservadores.
Orígenes escribió Contra Celsum a pedido de su mecenas, un cristiano rico llamado Ambrosio, quien insistió en que un cristiano debía escribir una respuesta a Celso. En el tratado en sí, que estaba dirigido a una audiencia de personas que estaban interesadas en el cristianismo pero que aún no habían tomado la decisión de convertirse, Orígenes responde a los argumentos de Celso punto por punto desde la perspectiva de un filósofo platónico. Después de haber cuestionado la credibilidad de Celso, Orígenes responde a las críticas de Celso con respecto al papel de la fe en el cristianismo, la identidad de Jesucristo, la interpretación alegórica de la Biblia y la relación entre el cristianismo y la religión griega tradicional. Los estudiosos modernos señalan que Orígenes y Celso están de acuerdo en muchos puntos de doctrina, y ambos autores rechazan enfáticamente las nociones convencionales de deidades antropomórficas, idolatría y literalismo religioso. Contra Celsum se considera una de las obras más importantes de la apologética cristiana primitiva y es el primer tratado en el que un filósofo cristiano se defiende de un pagano educado. El historiador de la iglesia Eusebio de Cesarea lo elogió como una refutación adecuada a todas las críticas que la Iglesia enfrentaría alguna vez, y continuó siendo citado a lo largo de la Antigüedad tardía.

## Fondo

### La Palabra Verdaderade Celso

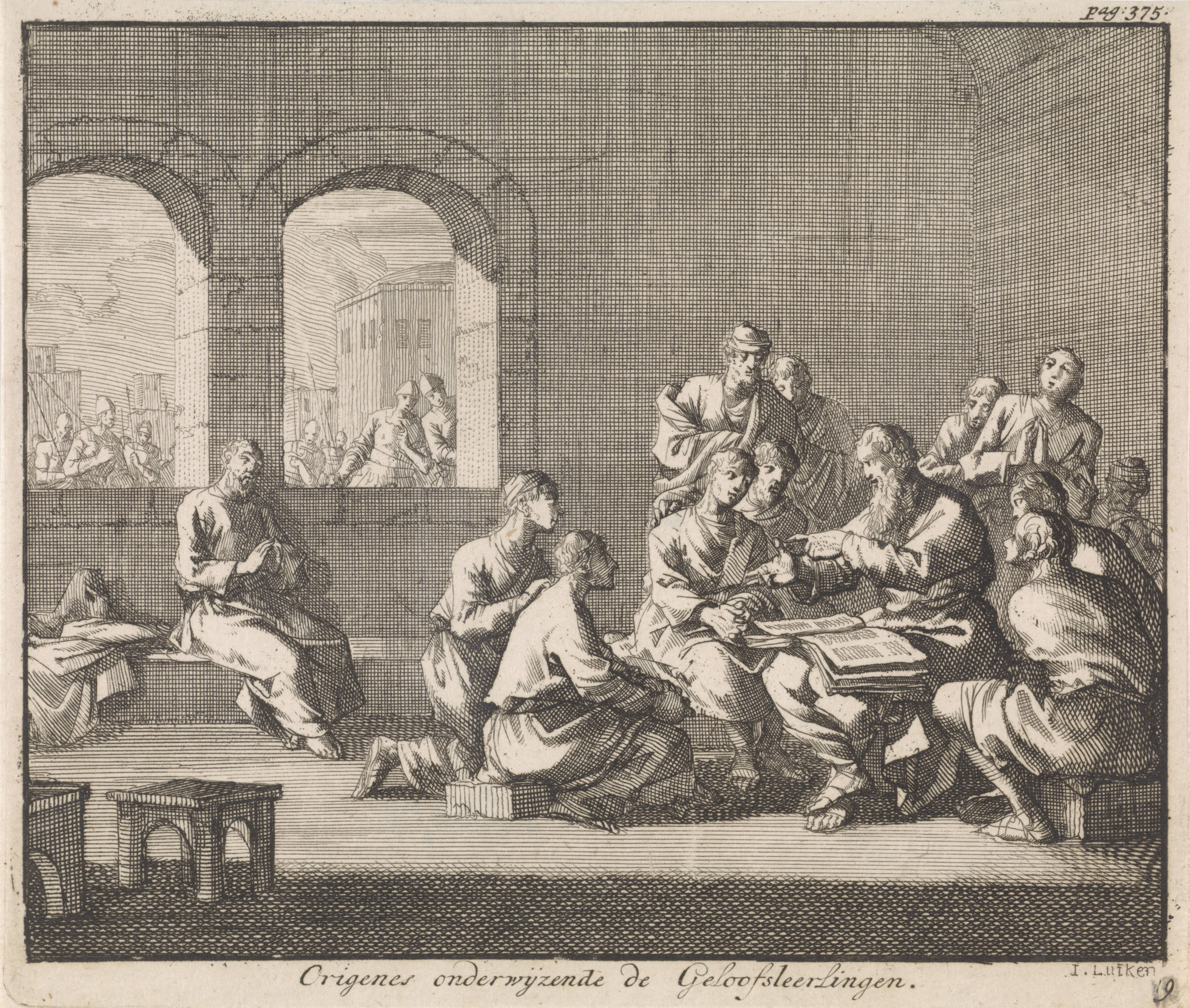
Ilustración holandesa de Jan Luyken (1700), que muestra a Orígenes enseñando a sus estudiantes. Orígenes escribió Contra Celsum casi al mismo tiempo que intentaba establecer una escuela cristiana en Cesarea.

El filósofo pagano Celso había escrito una polémica titulada La Palabra Verdadera, en la que había presentado numerosos argumentos contra el cristianismo. Celso se refiere al filósofo neopitagórico Numenio de Apamea, que vivió a fines del siglo II d. C., en cuatro ocasiones. Esto indica que Celso debe haber vivido no antes de finales del siglo II. Muchos eruditos han fechado La Palabra Verdadera específicamente al reinado del emperador romano Marco Aurelio (121-180 d. C.), debido al argumento de Celso en el Libro VIII en el que promueve las ideas del deber para con el Estado tanto en la adoración como en la guerra, que son similares a las ideas descritas por Marco Aurelio en sus Meditaciones. Robert Louis Wilken data La Palabra Verdadera en alrededor del año 170 d. C.
Todo lo que se sabe sobre la persona de Celso es lo que proviene del texto sobreviviente de su libro y de lo que Orígenes dice sobre él. Aunque Orígenes inicialmente se refiere a Celso como un «epicúreo», sus argumentos reflejan ideas de la tradición platónica, más que epicúrea. Orígenes atribuye esto a la inconsistencia de Celso, pero los historiadores modernos lo ven como una evidencia de que Celso no era un epicúreo en absoluto. Joseph Wilson Trigg afirma que Orígenes probablemente confundió a Celso, el autor de La Palabra Verdadera, con un Celso diferente, que fue filósofo epicúreo y amigo del satírico sirio Luciano de Samosata. Celso (el epicúreo) debe haber vivido casi al mismo tiempo que el autor de Contra Celso y Luciano lo menciona en su tratado Sobre la magia. Celso (el amigo de Luciano) y Celso (el autor de La Palabra Verdadera) evidentemente compartían un celo apasionado contra la superstitio, lo que hace que sea aún más fácil ver cómo Orígenes podría haber concluido que eran la misma persona.
Stephen Thomas afirma que Celso no parece haber sido un platónico per se, pero que estaba claramente familiarizado con Platón. La filosofía real de Celso parece ser una mezcla de elementos derivados del platonismo, el aristotelismo, el pitagorismo y el estoicismo. Wilken también concluye que Celso era un filósofo ecléctico, cuyos puntos de vista reflejan una variedad de ideas populares en varias escuelas diferentes. Wilken clasifica a Celso como «un intelectual conservador», y señala que «apoya los valores tradicionales y defiende las creencias aceptadas». Robert M. Grant señala que Orígenes y Celso están de acuerdo en muchos puntos: «Ambos se oponen al antropomorfismo, a la idolatría y a cualquier teología crudamente literal». Celso también escribe como un ciudadano leal del Imperio romano y un devoto creyente en el paganismo grecorromano, desconfiando del cristianismo como nuevo y extranjero.
Thomas comenta que Celso «no es un genio como filósofo». Sin embargo, la mayoría de los estudiosos, incluido Thomas, están de acuerdo en que las citas de Orígenes de La Palabra Verdadera revelan que el trabajo fue bien investigado. Celso demuestra un amplio conocimiento tanto del Antiguo como del Nuevo Testamento y de la historia judía y cristiana. Celso también estaba muy familiarizado con las características literarias de las anteriores polémicas. Celso parece haber leído al menos una obra de uno de los apologistas cristianos del siglo II, posiblemente Justino Mártir o Arístides de Atenas. De esta lectura, Celso parece haber sabido a qué tipo de argumentos los cristianos serían más vulnerables. También menciona a los ofitas y los simonianos, dos sectas gnósticas que habían desaparecido casi por completo en la época de Orígenes. Una de las principales fuentes de Celso para los Libros I–II de La Palabra Verdadera fue una polémica anticristiana anterior escrita por un autor judío desconocido, a quien Orígenes se refiere como el «judío de Celso». Esta fuente judía también ofrece críticas bien investigadas del cristianismo y, aunque Celso también era hostil al judaísmo, ocasionalmente se basa en los argumentos de este autor judío.

### Respuesta de Orígenes
Contra Celsum probablemente fue escrito alrededor de 248 d. C., mientras Orígenes vivía en Cesarea. Según el historiador de la iglesia Eusebio de Cesarea, Orígenes tenía más de sesenta años cuando comenzó a escribirlo. Su amigo y mecenas, un cristiano rico llamado Ambrosio, le presentó por primera vez La Palabra Verdadera de Celso. No está claro qué tan conocido era el libro en ese momento; Orígenes nunca antes había oído hablar de él y Ambrosio es el primer cristiano conocido que lo ha leído. Joseph Wilson Trigg sugiere que Ambrosio pudo haber sido expuesto por primera vez al libro a través de encuentros con intelectuales paganos influyentes, que podrían haber recurrido a él para explicar el continuo declive del Imperio romano a medida que el calendario ab Urbe condita se acercaba al final de su primer milenio. En cualquier caso, Ambrosio consideraba que el libro era una amenaza inminente para el crecimiento continuo de la fe cristiana y creía que Orígenes necesitaba escribir una refutación.
La táctica habitual de la Iglesia para tratar con escritos hostiles era ignorarlos; el razonamiento detrás de esto era que, eventualmente, los escritos se perderían y todo se olvidaría. Así fue como la Iglesia eligió responder a Celso. Orígenes inicialmente siguió esta respuesta tradicional también, argumentando que este fue el enfoque adoptado por Cristo, señalando la negativa de Jesús a responder a Caifás durante su juicio ante el Sanedrín. Ambrosio, sin embargo, continuó insistiendo en que Orígenes necesitaba escribir una respuesta. Finalmente, una de las principales afirmaciones de Celso, que sostenía que ningún filósofo respetuoso de la tradición platónica sería tan estúpido como para convertirse en cristiano, provocó que Orígenes escribiera una refutación.
En su introducción, Orígenes afirma específicamente que Contra Celsum no está destinado a cristianos convertidos, sino más bien a extraños que estaban interesados en la fe pero que aún no habían tomado la decisión de convertirse. John Anthony McGuckin afirma que Orígenes probablemente emprendió la tarea de escribir Contra Celsum con el interés de promover la escuela cristiana que estaba tratando de establecer en Cesarea. Según McGuckin, Orígenes pudo haber querido asegurarse de que los paganos educados que asistían a la escuela para su educación general pero que también se interesaron en el cristianismo pudieran consultar una defensa seria de la religión. Por lo tanto, puede haber escrito Contra Celsum parcialmente para abordar las preocupaciones que tales estudiantes puedan tener con respecto al cristianismo.

## Sumario
En el libro, Orígenes refuta sistemáticamente cada uno de los argumentos de Celso punto por punto y argumenta que la fe cristiana tiene una base racional. Orígenes se basa en gran medida en las enseñanzas de Platón y argumenta que el cristianismo y la filosofía griega no son incompatibles. Orígenes sostiene que la filosofía contiene mucho de lo que es verdadero y admirable, pero que la Biblia contiene una sabiduría mucho mayor que cualquier cosa que los filósofos griegos puedan comprender.

### Credibilidad de Celso
Orígenes intenta socavar la credibilidad de Celso etiquetándolo primero como epicúreo ya que, en el siglo III, el epicureísmo era casi universalmente visto como desacreditado e incorrecto, debido a sus enseñanzas del materialismo, su negación de la providencia divina y sus enseñanzas hedonistas sobre ética. Sin embargo, Orígenes deja de llamar a Celso «epicúreo» a mitad del texto, posiblemente porque cada vez era más difícil presentarlo como tal a la luz de las evidentes simpatías de Celso por Platón. Orígenes también intenta socavar la credibilidad de Celso al señalar su ignorancia sobre cuestiones particulares. En dos casos, Orígenes señala problemas en las interpretaciones literales de pasajes bíblicos que el propio Celso había pasado por alto: las genealogías contradictorias de Jesús dadas en los evangelios de Mateo y Lucas, y la imposibilidad de que el Arca de Noé, construida de acuerdo con las supuestas medidas dadas en el libro del Génesis, pudiera haber contenido todos los animales que se supone que tenía. Basado en estos ejemplos, Orígenes intenta mostrar que la crítica de Celso se basa en una interpretación demasiado literal de la Biblia y, por lo tanto, es errónea. Orígenes también emplea su entrenamiento en análisis textual para cuestionar la integridad de la fuente judía de Celso. Orígenes señala que la supuesta fuente «judía» se refiere a profecías del Antiguo Testamento que realmente no existen, lo que indica que el autor no estaba familiarizado con la Biblia hebrea. También observa con sospecha que la fuente «judía» cita al trágico griego Eurípides y que argumenta en contra de los milagros descritos en el Nuevo Testamento como irracionales, a pesar de que el mismo argumento podría aplicarse igualmente a los milagros en la Biblia hebrea.

### El papel de la fe en el cristianismo
Orígenes rechaza muchas de las acusaciones de Celso contra el cristianismo como falsas o inaplicables. En muchos casos, mientras aparentemente refuta a Celso, Orígenes también refuta las ideas de otros cristianos a quienes consideraba mal informados. Por ejemplo, en el acto de negar la acusación de Celso de que los cristianos creían que su Dios era un anciano colérico que vivía en el cielo, Orígenes también se enfrentaba a los cristianos que realmente creían esto. Defiende las declaraciones en la Biblia que prometen que los malvados serán castigados con fuego insistiendo que «[...] el Logos, adaptándose a lo que es apropiado para las masas que leerán la Biblia, sabiamente pronuncia palabras amenazadoras con un significado oculto para asustar a las personas que, de ninguna otra manera, pueden apartarse del torrente de iniquidades». Orígenes responde a la acusación de Celso de que los cristianos denigran la razón y la educación en favor de la fe argumentando que, si bien los cristianos creen las cosas sobre la base de la fe, esta fe puede justificarse racionalmente; sin embargo, debido a que pocas personas están interesadas en la justificación filosófica detrás de la religión, normalmente no se enseña, excepto para los sabios.
Orígenes objeta que los filósofos griegos típicamente aceptaron las doctrinas de sus escuelas filosóficas sin cuestionar, por lo que es hipócrita que Celso condene a la mayoría de los cristianos por hacer lo mismo. Contrariamente a la afirmación de Celso de que los cristianos denigran la educación, Orígenes argumenta que los cristianos en realidad estudian literatura y filosofía en preparación para los misterios de la fe. Orígenes responde a la acusación de Celso de que los cristianos mantuvieron sus doctrinas en secreto al insistir en que esta acusación es evidentemente falsa y que la mayoría de las personas, de hecho, estaban mucho más familiarizadas con lo que creían los cristianos que con lo que creían las diversas escuelas filosóficas griegas. Él argumenta que el cristianismo siempre ha retenido sus enseñanzas verdaderamente místicas de las masas y las ha reservado exclusivamente para aquellos que demuestran la verdadera pureza y el desapego del mundo, pero afirma que las escuelas filosóficas griegas, como el pitagorismo, hacen exactamente lo mismo.
Orígenes argumenta que la fe cristiana se justifica debido a una «demostración del Espíritu y de poder», una frase tomada del apóstol Pablo en 1 Corintios 2:4. Orígenes argumenta que, aunque las personas en su propio tiempo no pudieron observar los milagros de Jesús o a los apóstoles de primera mano, los efectos que esos milagros habían tenido en la comunidad cristiana son claramente visibles y, por lo tanto, deben haber tenido una causa. Orígenes devuelve las burlas de Celso por el humilde nacimiento de Jesús en su contra diciendo: «Sin embargo, ha sido capaz de sacudir a todo el mundo humano, no solo más que Temístocles el ateniense, sino incluso más que Pitágoras y Platón y cualquier otro sabio o emperador o general en cualquier parte del mundo». Del mismo modo, Orígenes responde al disgusto de Celso por el hecho de que Jesús eligió a humildes pescadores y campesinos como sus discípulos, al insistir en que esto solo hace que sea aún más sorprendente que el evangelio cristiano haya tenido tanto éxito porque, si Jesús hubiera elegido hombres expertos en retórica como sus emisarios, no sería una sorpresa que el cristianismo haya logrado extenderse por todo el mundo conocido. Orígenes, por lo tanto, interpreta el éxito del cristianismo como evidencia de que Dios está trabajando para promoverlo en el mundo.

### La identidad de Jesucristo
El desacuerdo más serio de Orígenes con Celso es sobre la identidad de Jesús. Celso argumenta que la enseñanza cristiana de la encarnación de Jesús era intolerable y errónea porque no solo implicaba un cambio de Dios, sino un cambio para peor. Orígenes responde a esto argumentando que, dado que los humanos se han hecho carne, el Logos no podría revelarles a Dios de manera efectiva sin primero convertirse en carne misma. Afirma que esto no significa que el Logos se originó en una mujer humana, sino que se unió a un alma y cuerpo humanos. Mientras Celso se burla de la idea de que el Logos se encarnaría tan tarde en la historia humana y en un lugar tan oscuro, Orígenes responde que el Logos siempre ha guiado a la humanidad a la razón, pero que se encarnó adecuadamente durante el tiempo de la Pax Romana, cuando sería posible que el mensaje de Dios se extendiera sin ser impedido por guerras y faccionalismos. Orígenes responde a la acusación de Celso de que Jesús había realizado sus milagros usando magia en lugar de poderes divinos al señalar que, a diferencia de los magos, Jesús no había realizado sus milagros para mostrarlos, sino para reformar su público. Orígenes defiende las enseñanzas morales de Jesús contra la acusación de Celso de que simplemente fueron plagiados de Platón, afirmando que es ridículo pensar que Jesús, un judío galileo, hubiera hecho tal cosa. En cambio, las similitudes entre Jesús y Platón son simplemente el resultado del hecho de que el Logos, encarnado en Jesús, a veces inspiró a Platón.

### Interpretación alegórica
Celso argumenta que la interpretación cristiana de ciertos pasajes bíblicos como alegóricos no fue más que un débil intento de disfrazar las barbaridades de sus escrituras. Orígenes refuta esto señalando que el propio Celso apoya sin lugar a dudas la opinión ampliamente aceptada de que los poemas de Homero y Hesíodo son alegorías y acusa a Celso de tener un doble estándar. Orígenes cita varios mitos de Platón, comparándolos con los mitos de la Biblia y alabando que ambos tienen significados espirituales sublimes. Luego procede a atacar los mitos de Homero y Hesíodo, incluida la castración de Urano y la creación de Pandora, etiquetándolos como «no solo muy estúpidos, sino también muy impíos». Orígenes analiza historias bíblicas, como las del Jardín del Edén y las hijas de Lot, defendiéndolas contra los cargos de inmoralidad de Celso. Finalmente, Orígenes defiende las interpretaciones alegóricas de la Biblia, cuestionando incluso que Celso haya leído los escritos verdaderamente filosóficos sobre la Biblia de los judíos Filón de Alejandría y Aristóbulo, y el neopitagórico Numenio de Apamea. En respuesta a la acusación de Celso de que estas interpretaciones alegóricas son «absurdas», Orígenes señala varios pasajes bíblicos que él interpreta como justificación para la interpretación alegórica.

### El cristianismo versus la religión griega
La razón principal de Celso para su denuncia del cristianismo fue porque el cristianismo no era una religión tradicional y porque llevó a las personas a abandonar los cultos de sus antepasados. Orígenes responde a esto insistiendo en que los cultos ancestrales no siempre son buenos. Le pregunta a Celso si quiere que los escitas recuperen su antigua costumbre de parricidio; los persas, su antigua costumbre de incesto; o los tauros y libios, sus antiguas costumbres de sacrificio humano. Mientras que Celso vio la disposición del cristianismo a aceptar a los pecadores como repugnantes, en cambio Orígenes declara esto como loable, insistiendo en que incluso los peores pecadores tienen la capacidad de arrepentirse y seguir el camino de la santidad, dando ejemplos de cómo Sócrates convirtió a Fedón, un prostituto, en un filósofo sabio y cómo Jenócrates convirtió a Polemón, un notorio libertino, en su sucesor como jefe de la Academia platónica. Celso condena el culto cristiano como de mal gusto, porque no usaban templos, imágenes, altares o ceremonias impresionantes. Orígenes elogia la práctica gloriosa, diciendo que el cristianismo es lo más cercano a la adoración verdaderamente espiritual.
Celso acusa a los cristianos de no ser patrióticos, criticándolos por negarse a adorar al genio del emperador y por negarse a servir en el ejército romano. Orígenes afirma que el genio del emperador no debe ser adorado porque si no existe, entonces es una tontería adorar algo que no existe; y si existe, entonces es un demonio y es malo adorar a los demonios. Orígenes también defiende la negativa cristiana a servir en el ejército, basando sus argumentos en declaraciones en la Biblia que prohíben la violencia y el asesinato. Señala que, si todos fueran pacíficos y amorosos como los cristianos, entonces no habría guerras y el Imperio no necesitaría un ejército. Además, declara que todos los cristianos son sacerdotes y, al igual que los sacerdotes paganos, deben abstenerse de la violencia y el asesinato, lo que los haría impuros.
Orígenes también hace un contraataque contra la filosofía pagana de Celso al señalar que incluso los grandes filósofos a quienes Celso admiraba habían adorado a los ídolos. Orígenes insiste en que estos filósofos conocían más que adorar a los ídolos, citando un fragmento del filósofo presocrático Heráclito, quien escribió «los que se acercan a las cosas sin vida como dioses son como un hombre que conversa con las casas», y aun así comprometieron su filosofía al someterse a las convenciones de la religión popular. Por lo tanto, Orígenes concluye que el cristianismo es más compatible con los principios del platonismo que el propio paganismo y que el platonismo solo puede convertirse en una sabiduría práctica más que teórica al cristianizarse.

## Manuscritos
El texto completo de Contra Celsum se conservó a través de la tradición de los manuscritos medievales en un solo manuscrito, el Vaticanus graecus 386 (Α), que data del siglo XIII. Este manuscrito fue copiado por dos escribas que tenían acceso a un manuscrito de baja calidad lleno de errores textuales pero, después de haber terminado de copiar el manuscrito, obtuvieron acceso a un manuscrito mucho mejor e hicieron correcciones al texto ya copiado que tenían. Aunque ambos escribas trabajaron en el manuscrito, uno de ellos hizo la gran mayoría de las copias. Escribas posteriores agregaron más correcciones al Vaticanus graecus 386 en el siglo XIV y a inicios y finales del siglo XV. Aunque otros manuscritos completos de Contra Celsum han sobrevivido, todos estos son copias del Vaticano graecus 386 y, por lo tanto, no son representantes independientes del texto.
Sin embargo, una gran cantidad de citas de Contra Celsum también se conservan a través de Philokalia, una antología de citas y pasajes de Orígenes reunidos en el siglo IV por Basilio de Cesarea y Gregorio de Nacianzo. Al menos cincuenta copias manuscritas de la Philokalia han sobrevivido, y se cree que todas ellas fueron copiadas de un solo manuscrito en el siglo VII (Φ). Otras citas también se conservan en el papiro de El Cairo N° 88747, que fue descubierto en 1941 en Tura (Egipto), no muy lejos de El Cairo. El papiro de Tura data del siglo VII y a menudo está más cerca del texto del Vaticano graecus 386 que del manuscrito arquetípico del siglo VII detrás de todas las copias de la Philokalia. Sin embargo, muchos pasajes en el papiro de Tura se abrevian o resumen.

## Recepción y evaluación

### Histórica

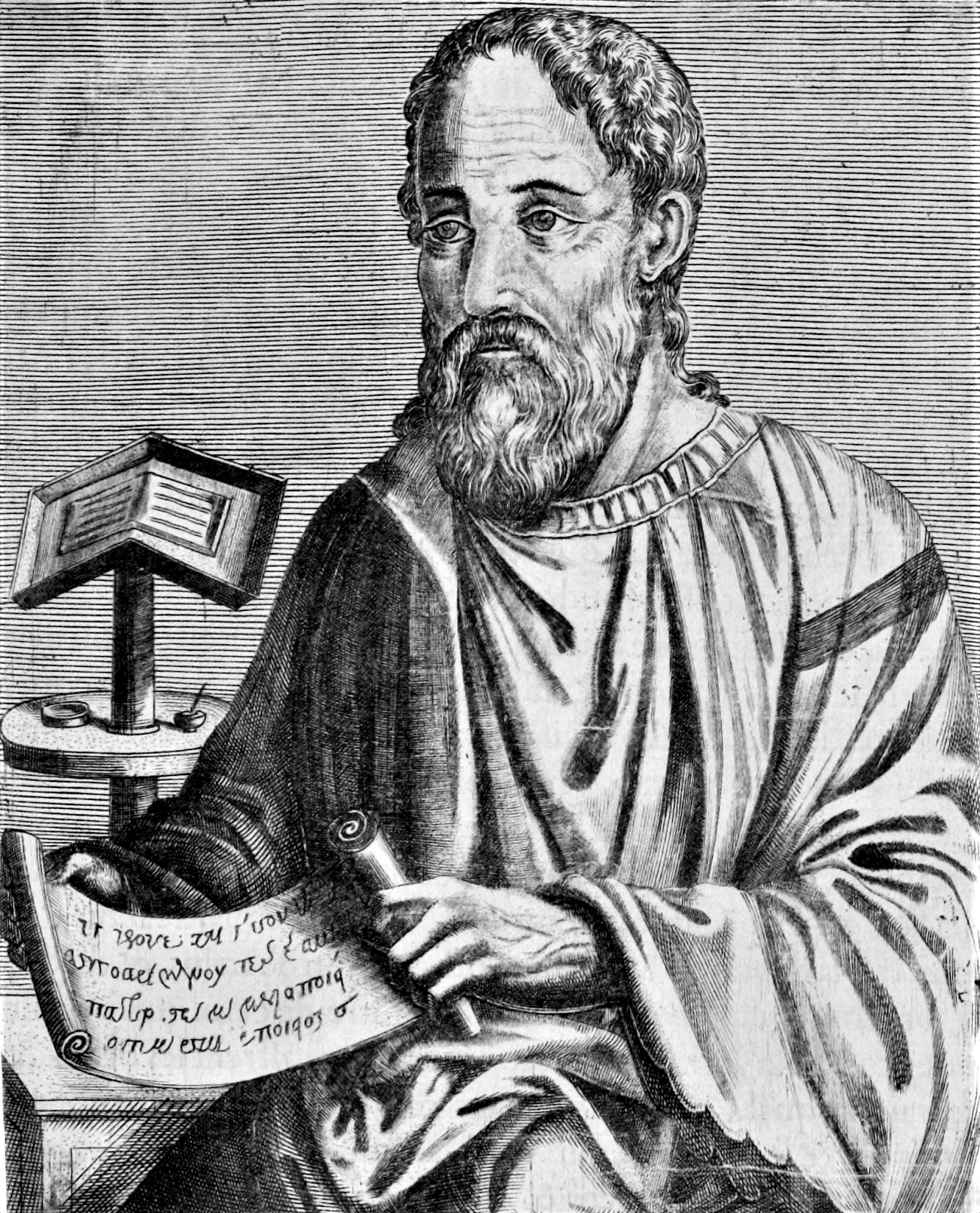
Eusebio, obispo de Cesarea Marítima de principios del (mostrado en una representación imaginativa moderna temprana) señaló que Contra Celsum proporcionó una refutación adecuada a todas las críticas que la Iglesia alguna vez enfrentaría.

Contra Celsum se convirtió en la obra de apologética cristiana más influyente de todas; antes de que fuera escrito, muchos consideraban que el cristianismo era simplemente una religión popular para los analfabetos y sin educación, pero Orígenes lo elevó a un nivel de respetabilidad académica. Eusebio admiraba tanto a Contra Celsum que, en su Contra Hierocles 1, declaró que Contra Celsum proporcionó una refutación adecuada a todas las críticas que la Iglesia alguna vez enfrentaría. Los compiladores de la Philokalia en el siglo IV confiaron ampliamente en Contra Celsum, y casi una séptima parte del texto completo de la Philokalia se cita directamente de ella. Basilio Besarión, un refugiado griego que huyó a Italia después de la caída de Constantinopla en 1453, produjo la primera traducción latina del Contra Celsum de Orígenes, que se imprimió en 1481.

### Moderna
Las primeras evaluaciones académicas modernas de Contra Celsum de Orígenes tomaron una visión muy negativa. Franz Overbeck se burló de Orígenes por su «método base de disputa». Robert Bader argumentó que la supuesta capacidad de los eruditos modernos para reconstruir el texto original de Celso es ilusoria. Carl Andressen fue aún más lejos, afirmando que Orígenes había citado a Celso selectivamente y fuera de contexto, de tal manera que su descripción de los argumentos de Celso es completamente inexacta. Heinrich Dörrie cuestionó la competencia filosófica de Orígenes. A mediados del siglo XX, la evaluación académica de Contra Celsum comenzó a ser menos abiertamente negativa; Horacio E. Lona, en De 'Wahre Lehre' des Celsus, fue menos despectivo hacia Orígenes que los escritos de estudiosos anteriores. A finales del siglo XX, Marcel Borret y Henry Chadwick tomaron evaluaciones positivas de la crítica de Orígenes, llamando la atención sobre la lógica formalmente correcta de Orígenes y su competencia filosófica.
Los estudiosos modernos ahora generalmente evalúan a Contra Celsum bajo una luz positiva. La mayoría de los estudiosos rechazan la opinión de Andressen de que Orígenes falsificó o tergiversó intencionalmente el trabajo de Celso, señalando que las refutaciones filosóficas y altamente complejas de Orígenes implican que él consideraba que Celso tenía un alto nivel de competencia intelectual y que era digno de una respuesta académica seria. Los estudiosos también señalan que Orígenes hace referencia continua a las antiguas reglas del debate dialectal, así como su intención de seguir esas reglas al pie de la letra. Además, parece inverosímil que Orígenes dedicara tanto tiempo y atención a refutar a Celso, a menos que en realidad refutara lo que Celso había escrito. Adam Gregerman y John Anthony McGuckin elogian a Orígenes por su honestidad intelectual, y Gregerman señala que «incluso en su forma más despectiva, Orígenes cita y responde a las opiniones de Celso».
Gregerman también comenta sobre la amplia variedad de evidencia que Orígenes emplea para apoyar sus refutaciones, incluida la evidencia de «historia, lógica, mitos griegos, filosofía e interpretaciones de las Escrituras». Él califica a Contra Celsum como «una temprana obra de apologética cristiana de valor casi inigualable». Henri Crouzel, un erudito del cristianismo primitivo, señala que Contra Celsum, «junto a La ciudad de Dios de Agustín, [es] la escritura apologética más importante de la antigüedad». Johannes Quasten lo evalúa como «la mayor apología de la Iglesia primitiva». Joseph Wilson Trigg describe Contra Celsum como «la mayor apología jamás escrita en griego». McGuckin describe a Contra Celsum como «el primer borrador [...] de una reflexión cristiana sostenida sobre la evangelización de la cultura helénica que iba a avanzar a mayor ritmo en los Padres capadocios en el siglo IV y finalmente convertirse en la carta intelectual de la Bizancio cristiana; la ‹cristianización del helenismo›, como lo llamaba Florovsky».
A pesar de estos comentarios laudatorios, Stephen Thomas critica a Contra Celsum por estar mal organizado. Según Thomas, Orígenes inicialmente planeó refutar cada uno de los argumentos de Celso punto por punto. Una vez que ya había comenzado este método, sin embargo, Orígenes aparentemente cambió de opinión y decidió adoptar un enfoque más sistemático de refutar solo los puntos principales del argumento de Celso. Como resultado, Orígenes combinó los dos enfoques, lo que significa que sus refutaciones crecen más y más a medida que avanza la obra. Thomas concluye que «el valor duradero de la obra sigue siendo en gran medida su carácter de tesauro rico para la apologética cristiana, más que como una apologética razonada en sí misma».